# آب‌انبار حاج حسن
آب‌انبارحاج حسن مربوط به اواخر دوره قاجار است و در مراغه، کوچه قم پایین واقع شده و این اثر در تاریخ ۲ مرداد ۱۳۸۷ با شمارهٔ ثبت ۲۳۰۳۹ به‌عنوان یکی از آثار ملی ایران به ثبت رسیده است.